# Мерфи, Майкл
Майкл Патрик Ме́рфи (англ. Michael Patrick Murphy; 7 мая 1976, Смиттаун, Нью-Йорк — 28 июня 2005, Кунар) — американский военнослужащий, лейтенант ВМС США, кавалер Медали Почёта (посмертно). Стал первым военнослужащим вооружённых сил США, награждённым Медалью Почёта за боевые действия в Афганистане и первым среди военно-морских сил, получивший награду после войны во Вьетнаме.

## Биография
Майкл Мерфи родился 7 мая 1976 года в городке Смиттаун, штат Нью-Йорк в семье американцев ирландского происхождения. В 1994 году окончил среднюю школу в Медфорде и поступил в университет штата Пенсильвания, который окончил в 1998 году по специальности политологии и психологии.

### Служба в вооружённых силах
После окончания университета Мерфи подумывал о карьере адвоката и даже подал заявление на юридический факультет, но передумал и решил поступить на военную службу. Он прослушал курс о том, как поступить в подразделение «морских котиков» (US Navy SEALs) в Академии торгового флота США. В сентябре 2000 года он был принят в Школу подготовки офицеров ВМС США в Пенсаколе, штат Флорида. 13 декабря того же года Мерфи завершил обучение в школе и, получив звание энсина, в январе 2001 года приступил к прохождению базового курса подготовки «морских котиков» (BUD/S) в Коронадо, штат Калифорния, который успешно окончил в ноябре того же года.
После прохождения ряда специальных курсов и тренингов, в том числе обучения в Воздушно-десантной школе Армии США и прохождения квалификационного курса «морских котиков», в июле 2002 года Мерфи получил квалификацию «офицера подразделения специального назначения ВМС США» и был распределен в 3-ю Группу SEAL. В октябре 2002 года он получил назначение на прохождение военной службы в Иордании в составе одного из подразделений SEAL. Впоследствии молодой офицер продолжил выполнение задач во Флориде, Катаре и Джибути.
В начале 2005 года Мерфи прибыл в составе боевой группы морских котиков в Афганистан для участия в операции «Несокрушимая свобода».

### Гибель
В ходе проведения операции «Красные крылья» в провинции Кунар, 
Афганистан разведгруппа лейтенанта Мерфи была обнаружена боевиками Талибана. Майкл Мерфи вместе с 2 другими военнослужащими SEAL погиб в ходе боя. При попытке прийти на помощь группе Мерфи, вертолёт с 16 военнослужащими сил специальных операций был сбит. До инцидента в Вардаке в августе 2011 года (38 погибших), эта гибель была крупнейшей единовременной боевой потерей военнослужащих США с начала проведения операции в Афганистане в 2001 году, а также крупнейшей единовременной боевой потерей личного состава спецназа ВМС со времен Вьетнамской войны.. Из боевой группы «морских котиков» уцелел лишь один, которого спасли местные жители.
28 июня 2005 года лейтенант Мерфи командовал разведывательной группой в составе 4 военнослужащих спецназа ВМС США, в задачи которой входил захват или уничтожение Ахмада Шаха, одного из лидеров Талибана, командовавшим отрядом повстанцев «Горные тигры» вблизи города Асадабад. Группа была доставлена вертолётом в отдалённый район восточнее Асадабада, в провинции Кунар, близ границы с Пакистаном. После успешного начала операции место базирования спецназа  было обнаружено местными чабанами, которых солдаты оставили живыми и отпустили домой. Примерно через час талибы окружили район и атаковали отряд. Мерфи вызвал по радио подкрепление, однако вертолёт «Чинук», на борту которого находились 16 спецназовцев, среди которых 8 «морских котиков» и 8 военнослужащих 160-го АПСО («ночные охотники»), был сбит выстрелом из РПГ над местом проведения боя. В результате битвы, продолжавшейся более двух часов, Мерфи вместе с двумя сослуживцами, старшиной 2-го класса Дэнни Дитцем и старшиной 2-го класса Мэтью Экселсоном были убиты. Число убитых спецназовцами боевиков Талибана варьируется согласно разным источникам, от 0 до 50. Выживший, старшина 1-го класса Маркус Латтрелл, которого спрятали афганские крестьяне племени пуштунов, был найден поисково-спасательной группой через несколько дней. Весь личный состав группы был удостоен высшей награды ВМС США — Военно-морским крестом, а Мерфи, как командир этого подразделения, награждён Медалью Почёта.
По мотивам операции «Красные крылья» был снят фильм «Уцелевший», вышедший в прокат в 2013 году.

#### Официальный текст награждения
"Лейтенант Майкл П. Мерфи, ВМС США. За выдающуюся храбрость и отвагу, проявленные с риском для собственной жизни, превышающие служебный долг, во время боевых действий в Афганистане 27 и 28 июня 2005 года, в качестве командира боевой группы сил специальных операций ВМС США. Выполняя боевую задачу в районе города Асадабад, провинции Кунар, Афганистан, по выявлению высокопоставленного полевого командира повстанцев, лейтенант Мерфи, находясь перед лицом смертельной угрозы, продемонстрировал выдающийся героизм в боевых условиях. 28 июня 2005 года, находясь в исключительно сложных условиях контролируемой противником местности, группа лейтенанта Мерфи была обнаружена симпатизировавшими Талибану местными жителями, которые выдали местоположение группы противнику. Как следствие, от 30 до 40 солдат противника окружили команду из 4 человек. Демонстрируя непревзойдённую решительность, лейтенант Мерфи смело возглавил бой группы с превосходящими силами врага. В результате ожесточённого боя группа нанесла серьёзные потери противнику, получив при этом ранения всего личного состава. Игнорируя собственные раны и демонстрируя исключительное самообладание, лейтенант Мерфи продолжал руководить боем и подбадривать товарищей. Когда связист группы получил смертельное ранение, лейтенант Мерфи неоднократно лично пытался вызвать помощь окружённой группе. Осознав неосуществимость установления связи в условиях горной пересечённой местности, лейтенант Мерфи перед лицом практически неминуемой гибели с боем вышел на открытое пространство, чтобы передать сигнал своему командованию. Этот осознанный героический поступок сделал его беззащитным перед вражеским огнём. Установив связь со штабом, лейтенант Мерфи продолжал находиться на открытой позиции, сообщив о местоположении группы и запросив срочную поддержку. В последние мгновения своего подвига, он продолжал вести бой с противником, пока не получил смертельное ранение, смело отдав жизнь за свою страну и дело мира. Своими самоотверженными действиями лейтенант Мерфи завоевал высшее признание и подтвердил высочайшие стандарты военных традиций военно-морских сил США."
Оригинальный текст (англ.)LIEUTENANT MICHAEL P. MURPHY UNITED STATES NAVY. For conspicuous gallantry and intrepidity at the risk of his life and above and beyond the call of duty as the leader of a special reconnaissance element with Naval Special Warfare task unit Afghanistan on 27 and 28 June 2005. While leading a mission to locate a high-level anti-coalition militia leader, Lieutenant Murphy demonstrated extraordinary heroism in the face of grave danger in the vicinity of Asadabad, Konar Province, Afghanistan. On 28 June 2005, operating in an extremely rugged enemy-controlled area, Lieutenant Murphy's team was discovered by anti-coalition militia sympathizers, who revealed their position to Taliban fighters. As a result, between 30 and 40 enemy fighters besieged his four member team. Demonstrating exceptional resolve, Lieutenant Murphy valiantly led his men in engaging the large enemy force. The ensuing fierce firefight resulted in numerous enemy casualties, as well as the wounding of all four members of the team. Ignoring his own wounds and demonstrating exceptional composure, Lieutenant Murphy continued to lead and encourage his men. When the primary communicator fell mortally wounded, Lieutenant Murphy repeatedly attempted to call for assistance for his beleaguered teammates. Realizing the impossibility of communicating in the extreme terrain, and in the face of almost certain death, he fought his way into open terrain to gain a better position to transmit a call. This deliberate, heroic act deprived him of cover, exposing him to direct enemy fire. Finally achieving contact with his headquarters, Lieutenant Murphy maintained his exposed position while he provided his location and requested immediate support for his team. In his final act of bravery, he continued to engage the enemy until he was mortally wounded, gallantly giving his life for his country and for the cause of freedom. By his selfless leadership, Lieutenant Murphy reflected great credit upon himself and upheld the highest traditions of the United States Naval Service.»

## Тренировочный комплекс «Мерф»
Поступив на флот, Мерфи начал заниматься бегом, гимнастикой и лазаньем по канату. Позже он открыл для себя кроссфит. Мерфи сформировал собственный набор упражнений в стиле кроссфит под названием «Body Armor» («Доспехи»), в которую включал бег, толкающие, тянущие и поднимающие упражнения, с отягощением в виде бронежилета весом 16.4 фунта (7.4 кг), который он носил во время боевых действий.
После гибели Мерфи тренировка в бронежилете стала популярной среди команд SEAL, поскольку ее можно было выполнять практически где угодно и без какого-либо дополнительного снаряжения. Военнослужащий SEAL Даррен Андерсен связался с Грегом Глассманом, основателем CrossFit, и попросил назвать этот тренировочный комплекс CrossFit в честь своего командира.
Комплекс состоит из бега на 1 милю (1,6 км), 100 подтягиваний, 200 отжиманий, 300 приседаний и заключительного бега на одну милю – при этом он выполняется с максимальной скоростью и в бронежилете – его вес варьируется в районе 20 фунтов (9,1 кг). Элементы комплекса по желанию могут варьироваться . 
Комплекс часто проводится в тренажёрных залах CrossFit, а также на военных базах США и кораблях ВМС в  День поминовения.